# Małgorzata Motylińska
Małgorzata Anna Motylińska, z d. Lewańska (ur. 16 lutego 1947 w Kamieniu Pomorskim, zm. 2 maja 1999) – polska działaczka opozycyjna w PRL, związana z Polską Partią Socjalistyczną.

## Życiorys
Ukończyła studia architektoniczne na Politechnice Warszawskiej. Pracowała w Warszawskim Przedsiębiorstwie Budowlano-Montażowym Śródmieście.
W latach 80. związana była z Grupą Polityczną "Robotnik", należała do redakcji pisma Robotnik, następnie współpracowała z Wydawnictwem im. Olofa Palme. Uczestniczyła w pracach reaktywowanej w 1987 Polskiej Partii Socjalistycznej, była członkiem redakcji Biuletynu Informacyjnego PPS, który drukowany był w jej mieszkaniu. W maju 1988 za udostępnianie swojego mieszkania na posiedzenia PPS i gromadzenie wydawnictw podziemnych została przez kolegium ds. wykroczeń ukarana karą 15 000 zł grzywny. Od sierpnia 1988 wchodziła w skład redakcji pisma Warszawianka, odpowiadała w niej za przygotowywanie makiet i projekt winiety. Wraz z tym pismem uczestniczyła w powołaniu Porozumienia Prasowego PPS, a od 1989 związana była z Tymczasowym Komitetem Krajowym Polskiej Partii Socjalistycznej. Razem z Tomaszem Truskawą była współtwórczynią programu tego odłamu PPS. Razem z T. Truskawą przeszła na początku lutego 1990 do PPS-RD.
W latach 1991–1995 redagowała pismo Zarządu Regionu Mazowsze NSZZ Solidarność - Kurier Mazowsza. Była jedną z współorganizatorek Zespołu ds. Płac tego Regionu. W latach 90. była redaktorem naczelnym rolniczego pisma Nasza Ziemia oraz Gazety Praskiej. Pochowana na cmentarzu Bródnowskim w Warszawie (kwatera 5E-0-19). 